# Leptotrichum astomoides
Leptotrichum astomoides là một loài rêu trong họ Ditrichaceae. Loài này được Limpr. G. Roth mô tả khoa học đầu tiên năm 1903.